# П'яніко
П'яніко (італ. Pianico) — муніципалітет в Італії, у регіоні Ломбардія,  провінція Бергамо.
П'яніко розташовані на відстані близько 480 км на північний захід від Рима, 80 км на північний схід від Мілана, 32 км на північний схід від Бергамо.
Населення — 1490 осіб (2014).

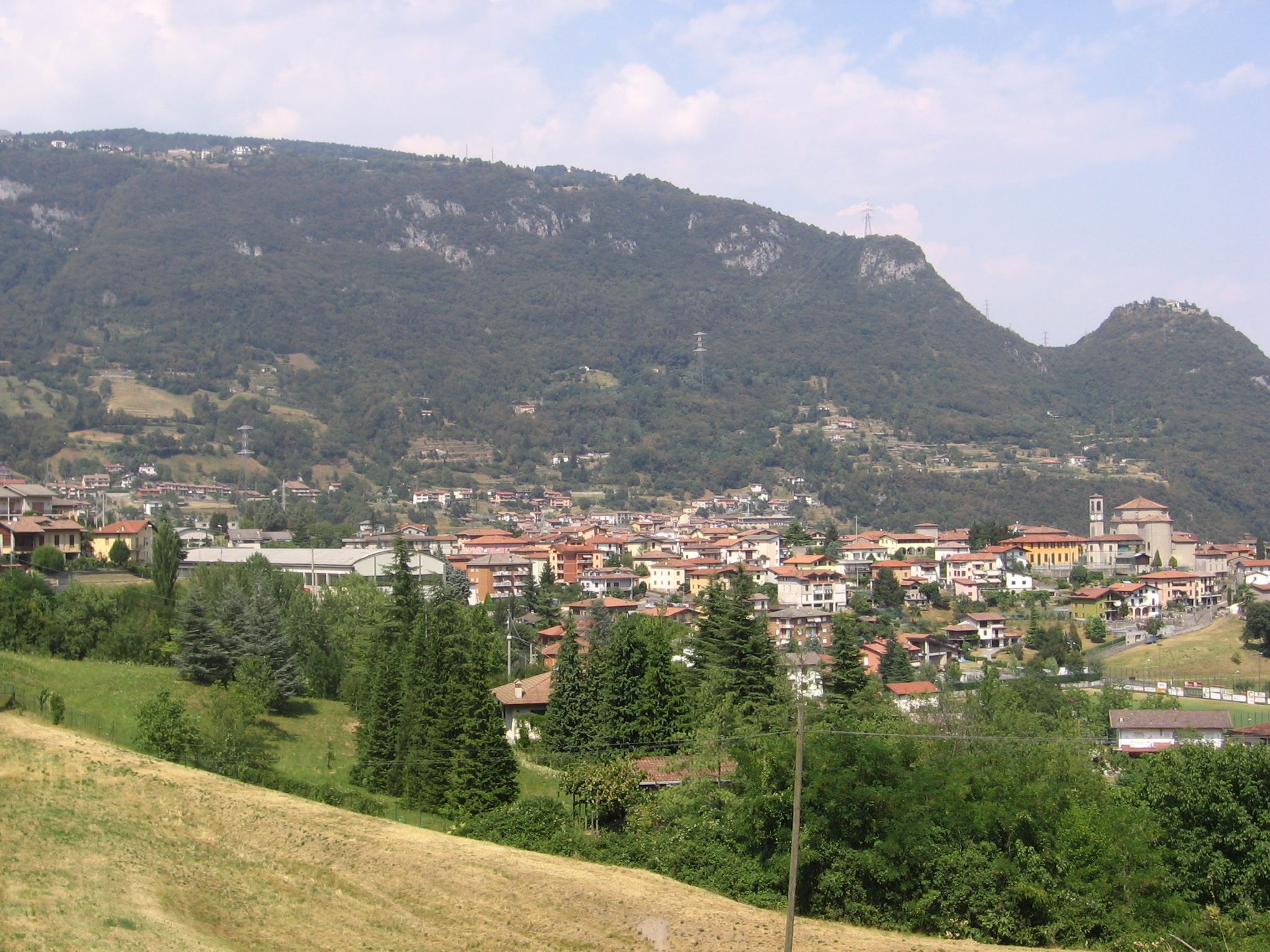

Щорічний фестиваль відбувається 12 квітня. Покровитель — святий Зенон.

## Демографія
Населення за роками:

Станом на 1 січня 2023 року в муніципалітеті офіційно проживало 245 іноземців з 19 країн, серед них 72 громадяни країн Євросоюзу та 8 громадян України.

## Сусідні муніципалітети
- Кастро
- Ловере
- Сольто-Колліна
- Совере